# Georgie Mason Bank
Georgie Mason Bank – stromy brzeg (bank) w kanadyjskiej prowincji Nowa Szkocja, w hrabstwie Guysborough (45°06′07″N, 61°39′46″W), na południowym wybrzeżu zatoki Fishermans Harbour; nazwa urzędowo zatwierdzona 19 maja 1976.